# ジェームス・ジョセフ・シルベスター
ジェームス・ジョセフ・シルベスター（James Joseph Sylvester, 1814年9月3日 - 1897年3月15日）は、イギリスの数学者。行列や組合せ数学、数論、自然数の分割の研究を中心に功績を残した。19世紀前半にジョンズ・ホプキンス大学教授としてアメリカの数学を牽引し、American Journal of Mathematics を創刊した。

## 経歴
1814年、ロンドンにてユダヤ人商人のエイブラハム・ジョセフ（Abraham Joseph）のもとにジェームス・ジョセフ（James Joseph）の名で生まれた。シルベスター姓は、兄がアメリカに移住した際に加えたものである。
14歳でロンドン大学（現在のユニヴァーシティ・カレッジ・ロンドン）にてオーガスタス・ド・モルガンの下に学んだ。シルベスターは同学をナイフで刺したことを非難され、家族によって大学から退学させられた。その後の彼はリヴァプール王立研究所で学んだ。
1831年、シルベスターはケンブリッジ大学のセント・ジョンズ・カレッジで、ジョン・マースを家庭教師につけて修学した。2年間の病気の慢性化で一時期は学習が途絶えたものの、1837年のトライポス試験で2位の成績を収めた。しかし、当時の卒業条件にイングランド国教会の39箇条を受容することが含まれており、シルベスターはユダヤ人でこれを満たすことができなかったために学位を獲得しなかった。同様の理由でフェローシップやスミス賞を受け取ることもなかった。1838年、ユニヴァーシティ・カレッジ・ロンドンで自然哲学教授になり、1839年には王立協会フェローに選出された。1939年、ダブリン大学トリニティ・カレッジでB.A.とMAを獲得した。
同年にアメリカに移り、ヴァージニア大学で数学の教授職に就いた。アメリカの大学におけるユダヤ人の教授は、シルベスターが初のことであった。シルベスターはこの教職を、彼が批評した生徒にこん棒を投げられて仕込み杖で反撃するという事案を起こしたために、わずか4か月で去ることになった。その生徒はショックで転倒し、シルベスターは生徒を殺したと勘違いした。大学当局がその生徒を十分に懲戒しなかったと感じて辞職した。ニューヨークシティに移り住み、ハーバード大学の数学者ベンジャミン・パースとプリンストン大学の物理学者ジョセフ・ヘンリー（Joseph Henry）と親交を深めた。しかし1843年にコロンビア・カレッジ（現在のコロンビア大学）にユダヤ人であることを理由に数学教授の職を拒否されると、イングランドに帰還した。
イングランドに帰国した後の1844年にシルベスターは Equity and Law Life Assurance Society に雇われ、現実的なモデルを開発することに成功し、（法学の学位が必要な）CEO職を事実上務めることになった。その結果、法学を学ぶ際に、同じく法律を勉強していたイギリス数学者のアーサー・ケイリーと出会った。1855年、王立陸軍士官学校の数学教授に指名され、1869年の（55歳における）定年退職まで働いた。 士官学校は最初シルベスターに年金満額を払うことを拒んだが、シルベスターは 
The Times 誌にこの件について手紙を送り、長い世論の論争の末にようやく譲歩させた。
シルベスターが人生の中で熱中したもののひとつに詩がある。フランス語、ドイツ語、イタリア語、ラテン語、ギリシャ語の原典を読み、自身で翻訳した。彼の数学の論文の多くには古典派詩の説明つき引用が添付されている。早期退職に伴って、シルベスターは The Laws of Verse なる書の中で、詩の韻律に関する法則を明文化する事を試みた。
1872年、かつてユダヤ人であることを理由に学位の授与を断ったケンブリッジ大学より、シルベスターにB.A.及びM.A.が送られた。
1876年、シルベスターは再び大西洋を渡りボルチモアに新設されたジョンズ・ホプキンズ大学の初代数学教授に就いた。給与は（当時ではかなり手厚い）5000ドルで、彼は金で給与を支払うことを要求した。 交渉の末、金で払われることは却下された。
1877年、アメリカ哲学協会会員に選出された。
1878年、雑誌 American Journal of Mathematicsを創刊した。当時のアメリカに、この誌の他の数学雑誌は Analyst（後の Annals of Mathematics 誌）のみがあった。
同年、クリスティン・ラッド＝フランクリンがシルベスターの助けを借りてジョンズ・ホプキンズ大学に入学した。ラッドは早期に Educational Times 誌に投稿した作品で記憶されている。ラッドのフェローシップへの申し込みの署名は" C. Ladd"で、大学はラッドが女性であることを知らずに彼女を雇った 。大学がラッドの性別に気が付くと、大学の委員会は雇用を取り消そうとしたが、シルベスターはラッドを生徒にしようと考え、彼女もそれを受け入れた。ラッドはその3年後に大学のフェローシップを受け取ったが、大学の評議員は前例を作ってしまうことを恐れて、回覧に他のフェローと一緒に彼女の名を載せることを許可しなかった 。更に彼女が在学し続ける事への不和で1人の評議員が辞任を余儀なくされた。
1883年、シルベスターはオックスフォード大学のサヴィル幾何学教授職を引き受けて、イングランドに再度帰国した。1892年に同じ職に副教授が指名されたにも関わらず、没するまで職を保った。また、アビンドン・スクールの運営機関に所属していた。
1897年、シルベスターはハートフォード通り5番地で没し、ボールズ・ポンド・ロード墓地に埋葬された。

## 功績
シルベスターは、行列（matrix, 1850年）、 network の意味におけるグラフ（Graph）、判別式（discriminant）のような語の作成で数学に大きな貢献を果たした。また、オイラーのトーシェント関数 φ(n)を表すためにトーシェント（totient）という語を作った。離散幾何学において彼はシルベスターの問題や orchard problem の結果、シルベスターの行列式恒等式で記憶される。特に、シルベスターの行列式恒等式は Desnanot–Jacobi の恒等式の一般化になっている。彼の科学作品の集大成は4巻からなる作品に収められている。1901年、ロンドン王立協会はシルベスターを偲んで、彼の死後にオックスフォードでの数学研究を奨励するため、シルヴェスター・メダルを立ち上げた。
ジョンズ・ホプキンス大学の学部学生寮の一つである"Sylvester House"は彼の名を冠する。他の寮にも、いくつかの教授らの名前が付けられている。

## 出版物
- Sylvester, James Joseph (1870). The Laws of Verse, or, Principles of Versification Exemplified in Metrical Translations: Together with an Annotated Reprint of the Inaugural Presidential Address to the Mathematical and Physical Section of the British Association at Exeter. London: Longmans, Green and Co.. ISBN 978-1-177-91141-2
- Sylvester, James Joseph (1973). Baker, Henry Frederick. ed. The Collected Mathematical Papers of James Joseph Sylvester. I. New York: AMS Chelsea Publishing. ISBN 978-0-8218-3654-5[21]
- Sylvester, James Joseph (1973). Baker, Henry Frederick. ed. The Collected Mathematical Papers of James Joseph Sylvester. II. New York: AMS Chelsea Publishing. ISBN 978-0-8218-4719-0[21]
- Sylvester, James Joseph (1973). Baker, Henry Frederick. ed. The Collected Mathematical Papers of James Joseph Sylvester. III. New York: AMS Chelsea Publishing. ISBN 978-0-8218-4720-6[22]
- Sylvester, James Joseph (1973). Baker, Henry Frederick. ed. The Collected Mathematical Papers of James Joseph Sylvester. IV. New York: AMS Chelsea Publishing. ISBN 978-0-8218-4238-6

## 受賞歴
- 1861年 ロイヤル・メダル
- 1880年 コプリ・メダル
- 1887年 ド・モルガン・メダル